# Кубок Австрії з футболу 1929—1930
Кубок Австрії з футболу 1930 — 12-й розіграш турніру. Переможцем змагань вдруге став столичний клуб «Вієнна».

## Чвертьфінали
| Переможці  | Рахунок  | Переможені         |
| ---------- | -------- | ------------------ |
| «Вієнна»   | 2:1      | «Флорідсдорфер»    |
| «Аустрія»  | 2:2, 1:0 | «Вінер Шпорт-Клуб» |
| «Рапід»    | 3:2      | «Ніколсон»         |
| «Вінер АК» | 1:1, 2:1 | «Хакоах»           |

## Півфінали
| Переможці | Рахунок | Переможені |
| --------- | ------- | ---------- |
| «Аустрія» | 3:2     | «Вінер АК» |
| «Вієнна»  | 4:0     | «Рапід»    |

## Фінал
| 10 травня 1930 |

| «Вієнна»             | 1 — 0      | «Аустрія» |
| -------------------- | ---------- | --------- |
| 77' Фрідріх Гшвайдль | (Протокол) |           |

| «Рапідплац», Відень Глядачів: 12 000 Арбітр: Ганс Франкенштайн |

| Вієнна           |                   |
|                  |                   |
| ВР               | Карл Горешовський |
| ЗХ               | Карл Райнер       |
| ЗХ               | Йозеф Блум        |
| ПЗ               | Отто Каллер       |
| ПЗ               | Леопольд Гофманн  |
| ПЗ               | Віллібальд Шмаус  |
| НП               | Антон Брозенбауер |
| НП               | Йозеф Адельбрехт  |
| НП               | Фрідріх Гшвайдль  |
| НП               | Густав Тегель     |
| НП               | Леопольд Гібіш    |
| Тренер:          |                   |
| Фердинанд Фрітум |                   |

| Аустрія                 |                  |
|                         |                  |
| ВР                      | Йоганн Білліх    |
| ЗХ                      | Еміль Регнард    |
| ЗХ                      | Йоганн Тандлер   |
| ПЗ                      | Карл Граф        |
| ПЗ                      | Ганс Мок         |
| ПЗ                      | Карл Галль       |
| НП                      | Йозеф Мольцер    |
| НП                      | Вальтер Науш     |
| НП                      | Маттіас Сінделар |
| НП                      | Йоганн Рідеріх   |
| НП                      | Рудольф Фіртль   |
| Тренер:                 |                  |
| Роберт Ланг / Карл Курц |                  |